# Ötztal-alperne
Ötztal-alperne er en bjergkæde i Tyrol i Østrig, som har østalpernes største gletsjerareal. Som en del af alpernes hovedkam findes en række bjergtoppe over 3.500 meter. Den højeste er Wildspitze (3.772 moh), som også er Østrigs næsthøjeste bjerg. Målt i forhold til arealet, som ligger højere end 3.000 moh., udgør Ötztal Alperne det største bjergmassiv i østalperne. Siden 1919 går grænsen mellem Østrig og Italien gennem Ötztal Alperne.

## Afgrænsning
Ötztal-alperne afgrænses af
- Oberinntal i vest (mod Silvretta) og nord (mod Lechtal Alperne og Wetterstein).
- Ötztal, Timmels Joch og Passeier i øst (Stubai Alperne og Sarntal Alperne)
- Vinschgau med Etsch (mellem Meran og Reschenpass) i syd (mod Ortler Alperne) og vest (mod Sesvenna).

## Bjergtoppe, gletsjere og pas
Der findes mere end 700 navngivne bjergtoppe i Ötztal Alperne. De fem højeste er:
- Wildspitze (3772 moh.)
- Weißkugel (3739 moh.)
- Hinterer Brochkogel (3635 moh.)
- Hintere Schwärze (3628 moh.)
- Similaun (3599 moh.)

Andre kendte bjerge er:
- Fineilspitze (3514 moh.)
- Fluchtkogel (3497 moh.)
- Hochwilde (3480 moh.)

Ötztal Alpernes største gletsjere er
- Gepatschferner (18 km²)
- Mittelbergferner (10 km²)
- Gurgler Ferner (9 km²)
- Vernagtferner (8 km²)
- Taschachferner (8 km²)
- Hintereisferner (7 km²)

Timmels Joch mellem Ötztal og Passeier er det eneste vejpas over Ötztal-alperne. Der findes imidlertid en række bjergpas, som kan passeres til fods. Af disse har Hochjoch og Hauslabjoch mellem Ötztal og Schnalstal størst betydning.

## Dale og andre inddelinger
Fra Oberinntal i nord strækker sig tre dale langt ind i Ötztalbjergene. Fra vest til øst er dette Kauner-, Pitz- og Ötztal. Mellem Kaunertal og den øverste Inntal ligger Glockturmkamm (3.353 moh. i Glockturm). Kæden mellem Kauner- og Pitztal hedder Kaunergrat og når 3.532 moh. i Watzespitze. Mellem Pitz- og Ötztal ligger Geigenkamm (3.393 moh. i Hohe Geige). Disse tre kæder har nord-syd retning.
Ötztal-alpernes del af Alpernes hovedkam strækker sig i vest-østlig retning gennem massivet. Der ligger bl.a. Weißkugel (3.739 moh.). Siden Wildspitze med nabotoppe ligger lidt nord for hovedkammen skilles denne gruppe somme tider ud som Weißkamm.
På Ötztal Alpernes sydside finder der også nogle dale, men disse er meget mindre end på nordsiden. Fra vest til øst er dette Langtaufers, Matscher Tal, Schnalstal og Passeier. De tre førstnævnte er sidedale til Vinschgau. Mellem Langtaufers og Matscher Tal ligger Planeiler Berge (3473 moh. i Äußerer Bärenbartkogel). Kæden mellem Matscher Tal og Schnalstal hedder Saldurkamm (opkaldt efter Saldurspitze, 3.433 moh.) og når 3.459 moh. i Schwemser Spitze. Mellem Schnalstal og Passeier ligger Texelgruppe (3.336  i Roteck; opkaldt efter Texelspitze, 3.317 moh.). Længst mod vest ligger Nauderer Berge (3.063 moh. i Mittlerer Seekarkopf), som af nogen skilles ud som egen gruppe.

## Geologi
Som ellers i Centralalperne dominierer krystallinske metamorfe bjergarter. I Ötztal Alperne er dette frem for alt skifer.

## Natur, kultur og historie
Ötztal-alpene er det område i østalperne, hvor landbrugsgrænsen når højest. De højeste permanente bosætninger ligger på hhv. 2.014 moh. (gården Rofenhöfe), 2.011 moh. (gården Kurzras), 1.953 moh. (gården Finailhöfe), 1.930 moh. (landsbyen Obergurgl) og 1.900 moh. (landsbyen Vent). Kulturgrænsen går altså ved omkring 2.000 moh., men områder helt oppe mod 3.000 moh. er i brug som enge for får.
Som i mange dele af Alperne var det ikke dalene, men passene som forbandt områder. Således blev f.eks. den øverste del af Ötztal (Venter Tal) brugt som sæter fra sydsiden (Vinschgau og Schnalstal), ikke fra de lavere liggende dele af den samme dal. Fårene blev drevet over Hochjoch-passet på vej til og fra bjergengene nord for Ötztal Alpernes hovedkam. Den ældste dokumentation for færdsel mellem Schnals- og Ötztal er ismumien «Ötzi», som havde passeret hovedkammen umiddelbart før han døde for 5.300 år siden (og som blev opkaldt netop efter fundstedet i Ötztal Alpene).
De kulturelle kontakter fandt også sted på det kirkelige plan. Gennem hele middelalderen og frem til 1816 hørte Venter Tal sammen med Vinschgau til Chur bispedømme, ikke til Brixen bispedømme som den nordlige Ötztal. Den dag i dag holdes bjergengene i syd i Ötztal i hævd af bjergbønder i Schnalstal, selv om de siden 1919 har måttet passere en statsgrænse på deres vej.
I dag har turisme taget over som vigtigste næringsvej. Sölden i Ötztal er f.eks. med to millioner overnatninger per år Østrigs næststørste turistkommune efter Wien. I både Oetztal, Kauner- og Pitztal finder man alpin skianlæg.